# Vandières, Marne

Vandières este o comună în departamentul Marne, Franța. În 2009 avea o populație de 330 de locuitori.